# Corchorus torresianus
Corchorus torresianus är en malvaväxtart som beskrevs av Charles Gaudichaud-Beaupré.
Corchorus torresianus ingår i släktet Corchorus och familjen malvaväxter. Inga underarter finns listade i Catalogue of Life.